# Mandaryn wspaniały
Mandaryn wspaniały (Synchiropus splendidus) – gatunek niewielkiej (długość ciała do 6 cm), kolorowej ryby z rodziny lirowatych (Callionymidae), zamieszkujący tropikalne laguny i rafy koralowe Indopacyfiku. Żyje w niewielkich grupach, na głębokości 1–18 m. Żywi się skorupiakami, glonami, wieloszczetami. Charakterystyczny, pomarańczowo-niebieski wzór na ciele stanowi kamuflaż, ukrywający rybę wśród barwnej rafy koralowej.